# Dover (Tennessee)
Dover ist eine City im Stewart County des US-Bundesstaats Tennessee, etwa 108 km westnordwestlich von Nashville am Cumberland River gelegen. Das U.S. Census Bureau hat bei der Volkszählung 2020 eine Einwohnerzahl von 1.826 ermittelt. Dover ist County Seat des Stewart Countys und Teil der Clarksville Metropolitan Area.

## Geographie
Dovers geographische Koordinaten sind 36° 29′ N, 87° 51′ W (36,482316, −87,844678).
Nach den Angaben des United States Census Bureaus hat Dover eine Fläche von 10,1 km², wovon 9,8 km² auf Land und der Rest von 0,3 km² (= 2,56 %) auf Gewässer entfallen.

## Demographie
Zum Zeitpunkt des United States Census 2000 bewohnten Dover 1442 Personen. Die Bevölkerungsdichte betrug 146,5 Personen pro km². Es gab 656 Wohneinheiten, durchschnittlich 66,7 pro km². Die Bevölkerung Dovers bestand zu 94,73 % aus Weißen, 3,05 % Schwarzen oder African American, 0,69 % Native American, 0,07 % Asian, 0 % Pacific Islander, 0,55 % gaben an, anderen Rassen anzugehören und 0,90 % nannten zwei oder mehr Rassen. 0,83 % der Bevölkerung erklärten, Hispanos oder Latinos jeglicher Rasse zu sein.
Die Bewohner Dovers verteilten sich auf 608 Haushalte, von denen in 23,0 % Kinder unter 18 Jahren lebten. 49,3 % der Haushalte stellten Verheiratete, 7,2 % hatten einen weiblichen Haushaltsvorstand ohne Ehemann und 38,5 % bildeten keine Familien. 36,3 % der Haushalte bestanden aus Einzelpersonen und in 21,7 % aller Haushalte lebte jemand im Alter von 65 Jahren oder mehr alleine. Die durchschnittliche Haushaltsgröße betrug 2,21 und die durchschnittliche Familiengröße 2,88 Personen.
Die Bevölkerung verteilte sich auf 19,4 % Minderjährige, 5,1 % 18–24-Jährige, 24,2 % 25–44-Jährige, 24,1 % 45–64-Jährige und 27,3 % im Alter von 65 Jahren oder mehr. Der Median des Alters betrug 46 Jahre. Auf jeweils 100 Frauen entfielen 83,7 Männer. Bei den über 18-Jährigen entfielen auf 100 Frauen 80,2 Männer.
Das mittlere Haushaltseinkommen in Dover betrug 33.839 US-Dollar und das mittlere Familieneinkommen erreichte die Höhe von 42.266 US-Dollar. Das Durchschnittseinkommen der Männer betrug 27.227 US-Dollar, gegenüber 21.563 US-Dollar bei den Frauen. Das Pro-Kopf-Einkommen belief sich auf 18.483 US-Dollar. 8,1 % der Bevölkerung und 11,1 % der Familien hatten ein Einkommen unterhalb der Armutsgrenze, davon waren 9,5 % der Minderjährigen und 16,7 % der Altersgruppe 65 Jahre und mehr betroffen.

## Geschichte
In der Stadt befindet sich ein Teil des Fort Donelson National Battlefields, westlich von Dover hatte die Schlacht um Fort Donelson während des amerikanischen Bürgerkrieges, vom 12.–16. Februar 1862 stattgefunden. Die Union errang dort einen wichtigen Sieg.